# Refinaria Gabriel Passos
A Refinaria Gabriel Passos (Regap) é uma refinaria de petróleo da Petrobras. Fica localizada na divisa dos municípios de Betim e Ibirité, de forma que suas instalações estão em Betim e uma lagoa utilizada no processo industrial, mais conhecida como lagoa da Petrobras, está em Ibirité. A REGAP produz aguarrás, asfaltos, coque, enxofre, gasolina, GLP, óleo diesel e querosene de aviação.

## Histórico
A Refinaria Gabriel Resende Passos (REGAP) foi inaugurada em 30 de março de 1968, com uma capacidade inicial de 7.200 m³/dia. Seu nome é uma homenagem ao engenheiro Gabriel Resende Passos, natural de Itapecerica/MG, que, como Ministro das Minas e Energia, lutou pela instalação da unidade em Minas Gerais. Além de advogado, jornalista e político brasileiro, Gabriel Passos foi deputado federal por quatro mandatos, secretário do Interior e Justiça, Procurador-Geral da República e Ministro das Minas e Energia.
A instalação da refinaria foi decidida durante a gestão do então prefeito municipal César Fonseca e Silva (1958-1962), que negociou a decisão com os governos estadual e federal, além de colaborar com a Petrobras e o Exército Brasileiro para a escolha do local. As obras começaram em 1962, pouco antes da morte de Gabriel Passos, e a refinaria foi inaugurada na então zona rural, hoje parte da área metropolitana de Belo Horizontel. Ao redor da refinaria, surgiram bairros como Petrolina, Montreal, Petrovale, Cascata e Ouro Negro.
Em 1970, a REGAP se tornou uma refinaria completa, com unidades de destilação atmosférica e um parque de tanques adequado à sua produção. Em 1982, grandes obras de ampliação aumentaram em mais de 100% a capacidade de processamento da unidade, incluindo as primeiras unidades de hidrodessulfurização do Sistema Petrobrás e a construção de tanques, esferas de GLP e novos flares. Em 1994, foi instalada uma unidade de coque, a segunda refinaria da Petrobras a receber essa tecnologia.
A unidade de hidrotratamento de diesel começou a operar em 2009, seguida pelas unidades da carteira de gasolina em 2011, que incluem a HDS de nafta craqueada e a HDT de nafta de coque. Em 2012, foi inaugurada a unidade de cogeração de energia, e em 2015, as unidades geradoras de hidrogênio e de hidrotratamento de diesel foram instaladas, permitindo à REGAP atender ao mercado de sua influência com produtos de alta qualidade, conforme os melhores padrões estipulados pela ANP.
Atualmente é responsavel por empregar cerca de 3000 trabalhadores diretos, além de ser o principal contribuinte para arrecadação dos municípios circunstante, sua contribuição em impostos é de R$ 1,26 bilhão/ano (ICMS).

## Estrutura
A REGAP possui uma área total de 12.800.000 m², hoje distribuídos em três municípios (Betim, Ibirité e Sarzedo) e sua área industrial é de 2.305.515 m². Tem uma capacidade de processamento de 170 mil barris/dia ou 27000 m³/d.
Seus principais produtos são: gasolina, óleo diesel, querosene de aviação, GLP, aguarrás, asfaltos, coque e enxofre.
Suas principais unidades são:
- Unidades de Destilação Atmosférica e a Vácuo
- Unidades de Craqueamento Catalítico (FCC)
- Unidade de Coqueamento Retardado (DCU)
- Unidade de Hidrodessulfurização de Querosene
- Unidades de Hidrodessulfurização de Diesel
- Unidade de Hidrodessulfurização de Nafta Craqueada
- Unidades de Hidrotratamento de Diesel
- Unidade de Hidrotratamento de Nafta de Coque
- Unidades de Geração de Hidrogênio
- Unidades de Recuperação de Enxofre
- Unidades de Utilidades (Sistema Elétrico, Águas, Vapor e Ar Comprimido)
- Sistema de tancagem e expedição de produtos, matéria prima e intermediários
- Sistemas de Tratamento de Efluentes Hídricos
- Sistemas de Controle de Emergências

## Lista de Gerentes Gerais
A Petrobras está presente em várias regiões do Brasil. Para garantir que suas instalações sigam os padrões corporativos, um gerente geral é selecionado pela direção da empresa para tomar decisões localmente. Para desempenhar com sucesso suas responsabilidades, um gerente geral deve possuir habilidades de liderança, pensamento estratégico, tomada de decisão, comunicação eficaz e gestão de pessoas. Ele deve ser capaz de identificar oportunidades de melhoria, antecipar desafios e implementar soluções inovadoras. Desde a fundação da REGAP, diversos profissionais assumiram essa posição:
| N° | Nome                             | Formação                    | Início                  | Fim                     |
| -- | -------------------------------- | --------------------------- | ----------------------- | ----------------------- |
| 1  | Otto Martins de Lima             | Engenheiro Civil            | 30 de março de 1968     | 15 de outubro de 1970   |
| 2  | Alberto Boyadjan                 | Engenheiro de Processamento | 15 de outubro de 1970   | 16 de fevereiro de 1976 |
| 3  | José Anchieta Ribeiro            | Engenheiro de Processamento | 16 de fevereiro de 1976 | 1 de dezembro de 1982   |
| 4  | Carlos Roberto Rezende Valle     | Engenheiro de Processamento | 1 de dezembro de 1982   | 30 de setembro de 1991  |
| 5  | Caio Múcio Barbosa Pimenta       | Engenheiro de Processamento | 3 de outubro de 1991    | 30 de abril de 1996     |
| 6  | Elias Menezes Oliveira           | Engenheiro de Processamento | 10 de maio de 1996      | 5 de maio de 1999       |
| 7  | Valdison Moreira                 | Engenheiro de Processamento | 19 de maio de 1999      | 20 de dezembro de 2000  |
| 8  | Sylvestre de Vasconcelos Calmon  | Engenheiro Químico          | 08 de janeiro de 2001   | 30 de abril de 2005     |
| 9  | João Ricardo Barusso Lafraia     | Engenheiro Mecânico         | 1 de maio de 2005       | 7 de outubro de 2008    |
| 10 | Paulo Mauricio Bandeira de Mello | Engenheiro Químico          | 7 de outubro de 2008    | 2 de abril de 2012      |
| 11 | Willian França da Silva          | Engenheiro de Processamento | 2 de abril de 2012      | 4 de maio de 2016       |
| 12 | José Alexandrino Machado         | Engenheiro de Processamento | 5 de maio de 2016       | 5 de abril de 2019      |
| 13 | Wagner Felício de Oliveira       | Engenheiro de Processamento | 6 de abril de 2019      | 31 de agosto de 2020    |
| 14 | Felipe de Freitas Pires          | Engenheiro de Processamento | 1 de setembro de 2020   | 31 julho de 2021        |
| 15 | Marcos José Jeber Jardim         | Engenheiro Mecânico         | 1 de agosto de 2021     | 19 de junho de 2023     |
| 16 | Edmilson Ferreira dos Santos     | Engenheiro Mecânico         | 8 de agosto de 2023     | atual                   |